# DAPP1
DAPP1 (англ. Dual adaptor of phosphotyrosine and 3-phosphoinositides 1) – білок, який кодується однойменним геном, розташованим у людей на короткому плечі 4-ї хромосоми.  Довжина поліпептидного ланцюга білка становить 280 амінокислот, а молекулярна маса — 32 194.
| 10         |  | 20         |  | 30         |  | 40         |  | 50         |
| ---------- |  | ---------- |  | ---------- |  | ---------- |  | ---------- |
| MGRAELLEGK |  | MSTQDPSDLW |  | SRSDGEAELL |  | QDLGWYHGNL |  | TRHAAEALLL |
| SNGCDGSYLL |  | RDSNETTGLY |  | SLSVRAKDSV |  | KHFHVEYTGY |  | SFKFGFNEFS |
| SLKDFVKHFA |  | NQPLIGSETG |  | TLMVLKHPYP |  | RKVEEPSIYE |  | SVRVHTAMQT |
| GRTEDDLVPT |  | APSLGTKEGY |  | LTKQGGLVKT |  | WKTRWFTLHR |  | NELKYFKDQM |
| SPEPIRILDL |  | TECSAVQFDY |  | SQERVNCFCL |  | VFPFRTFYLC |  | AKTGVEADEW |
| IKILRWKLSQ |  | IRKQLNQGEG |  | TIRSRSFIFK |  |            |  |            |

A: Аланін

C: Цистеїн

D: Аспарагінова кислота

E: Глутамінова кислота

F: Фенілаланін

G: Гліцин

H: Гістидин

I: Ізолейцин

K: Лізин

L: Лейцин

M: Метіонін

N: Аспарагін

P: Пролін

Q: Глутамін

R: Аргінін

S: Серин

T: Треонін

V: Валін

W: Триптофан

Кодований геном білок за функцією належить до фосфопротеїнів. 
Задіяний у такому біологічному процесі як альтернативний сплайсинг. 
Локалізований у цитоплазмі, мембрані.